# Herr Gott, dich loben alle wir, BWV 130

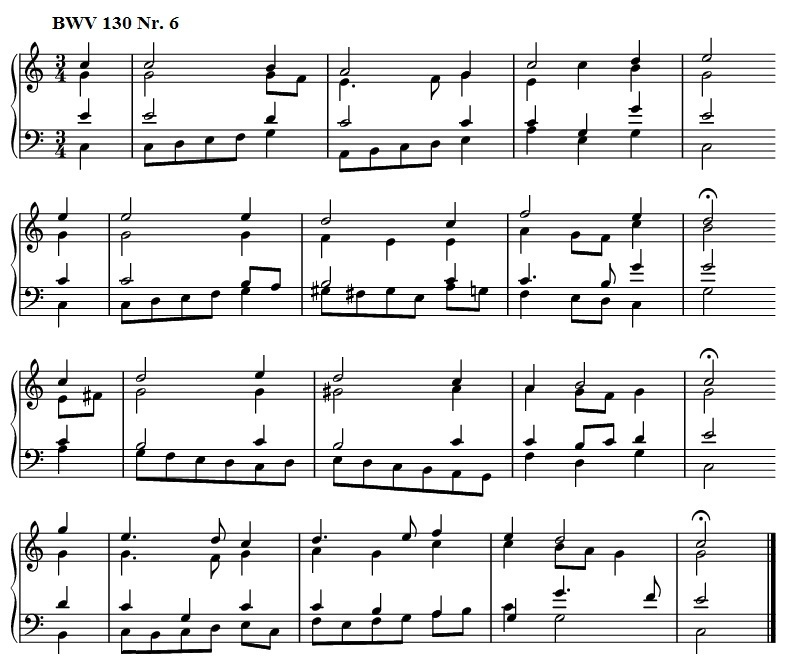
Partitura de la cantata.

Herr Gott, dich loben alle wir, BWV 130 (Senyor Déu tots et lloem), és una cantata religiosa de Johann Sebastian Bach per a la festa de Sant Miquel, estrenada a Leipzig, el 29 de setembre de 1724.

## Origen i context
L'autor desconegut, aprofita l'himne del mateix títol de Paul Eber (1554), que al seu torn és una traducció lliure a l'alemany del cant llatí Dicimus grates tibi, feta per Philipp Melanchthon el 1539, estret col·laborador de Luter. La primera estrofa i les onzena i dotzena es mantenen, literalment, en el primer i darrer moviment de la cantata, les altres estrofes s'aprofiten lliurement per als números intermedis. El llibret es basa en el passatge de l'Apocalipsi (12, 7-12) on es narra la lluita entre l'arcàngel Sant Miquel amb el seu enemic tradicional, el drac, imatge de Satanàs. La cantata té un aire militar, expressat en el mode major i la presència de trompetes i timbals, d'acord amb les idees luteranes de considerar els àngels com a guerrers contra el dimoni. Per al dia de Sant Miquel, a més d'aquesta, es conserven les cantates BWV 19, BWV 50 i BWV 149.

## Anàlisi
Obra escrita per a soprano, contralt, tenor, baix i cor; tres trompetes, timbals, flauta travessera, tres oboès, corda i baix continu. Consta de sis números.
1. Cor: Herr Gott, dich loben alle wir (Senyor Déu tots et lloem)
2. Recitatiu (contralt): Ihr heller Glanz und hohe Weisheit zeigt (La seva esplendor i alta saviesa)
3. Ària (baix): Der alte Drache brennt vor Neid (El vell Drac crema d'enveja)
4. Recitatiu (duet de soprano i tenor): Wohl aber uns, dass Tag und Nacht (Afortunadament per a nosaltres)
5. Ària (tenor): Lass, o Fürst der Cherubinen (Permet, oh príncep dels Querubins)
6. Coral: Darum wir billig loben dich (És per això que justament et lloem)

El cor inicial ja reflecteix l'esperit militar de la lluita entre els àngels i els dimonis pròpia de la teologia luterana, amb l'aleteig de les cordes i les fanfares de trompetes i timbals que vol representar la grandesa del regne del cel. Un recitatiu secco de baix porta a l'ària, també de baix, molt singular, ja que la veu està acompanyada per les trompetes i els timbals, a destacar la vocalització que es fa sobre trennet (desfer). A aquesta pàgina molt moguda, s'hi oposa la calma i la tranquil·litat del número 4, un recitatiu de soprano i tenor, on les dues veus, envoltades per un fons suau de les cordes, tradueixen la seguretat i la serenitat dels fidels, sota la protecció dels àngels. L'ària de tenor amb la flauta travessera, número 5, transmet la joia del creient amb un clar ritme de gavota. El coral final, amb un compàs ternari, símbol de la joia i del goig, i la fanfara de trompetes i timbals assenyalant les últimes frases, clou la cantata que té una durada aproximada d'un quart d'hora.

## Discografia seleccionada
- J.S. Bach: Das Kantatenwerk. Sacred Cantatas Vol. 7. Nikolaus Harnoncourt, Tölzer Knabenchor (Gerhard Scdmidt-Gaden, director), Concentus Musicus Wien, Alan Bergius, Stephan Rampf (solistes del cor), Kurt Equiluz, Walter Heldwein. (Teldec), 1994.
- J.S. Bach: The complete live recordings from the Bach Cantata Pilgrimage. CD 42: Unser Lieben Frauen, Bremen; 29 de setembre de 2000. John Eliot Gardiner, Monteverdi Choir, English Baroque Soloists, Malin Hartelius, Richard Wyn Roberts, James Gilchrist, Peter Harvey. (Soli Deo Gloria), 2013.
- J.S. Bach: Complete Cantatas Vol. 10. Ton Koopman, Amsterdam Baroque Orchestra & Choir, Caroline Stam, Michael Chance, Paul Agnew, Klaus Mertens. (Challenge Classics), 2004.
- J.S. Bach: Cantatas Vol. 33. Masaaki Suzuki, Bach Collegium Japan, Yukari Nonoshita, Robin Blaze, Jan Kobow, Peter Kooij. (BIS), 2006.
- J.S. Bach: Church Cantatas Vol. 41. Helmuth Rilling, Gächinger Kantorei, Bach-Collegium Stuttgart, Katherin Graf, Gabriele Schnaut, Adalbert Kraus, Wolfgang Schöne. (Hänssler), 1999.